# Lü Huihui
Lü Huihui (吕会会S, Lǚ HuìhuìP; Xinxiang, 26 giugno 1989) è una giavellottista cinese, primatista asiatica della specialità.

## Biografia
Nata a Xinxiang, nella provincia di Henan, inizia a praticare il lancio del giavellotto in età adolescenziale. Nel 2005 si classifica quinta ai campionati nazionali juniores e successivamente ottiene un secondo posto ai campionati nazionali scolastici. Inizia a frequentare l'Università di Zhengzhou nel 2007 ma al contempo interrompe la sua carriera agonistica.
Ritorna a praticare la disciplina nel 2010 (suo ultimo anno alla Zhengzhou) ed inizia a centrare i suoi primi successi, così come il suo primo lancio oltre i 50 metri. Vince il titolo universitario stabilendo un record di 55,35 m ai Grand Prix nazionali di atletica. L'anno successivo migliora il suo personale a 58,72 m. Ciononostante, ai campionati cinesi di atletica, lancia a soli 52,69 m e finisce quindi la competizione al 13º posto.
Nel 2012 supera il record asiatico di lancio del giavellotto con un lancio di 64,95 m, migliorato poi l'anno successivo e nuovamente nel 2015 con una misura di 66,13 m.

## Palmarès
| Anno | Manifestazione      | Sede           | Evento                 | Risultato | Prestazione | Note                                     |
| ---- | ------------------- | -------------- | ---------------------- | --------- | ----------- | ---------------------------------------- |
| 2012 | Giochi olimpici     | Londra         | Lancio del giavellotto | 5ª        | 63,70 m     |                                          |
| 2015 | Mondiali            | Pechino        | Lancio del giavellotto | Argento   | 66,13 m     | Record asiatico                          |
| 2016 | Giochi olimpici     | Rio de Janeiro | Lancio del giavellotto | 7ª        | 64,04 m     |                                          |
| 2017 | Mondiali            | Londra         | Lancio del giavellotto | Bronzo    | 65,26 m     |                                          |
| 2018 | Giochi asiatici     | Giacarta       | Lancio del giavellotto | Argento   | 63,16 m     |                                          |
| 2019 | Campionati asiatici | Doha           | Lancio del giavellotto | Oro       | 65,83 m     | Record dei campionati                    |
| 2019 | Mondiali            | Doha           | Lancio del giavellotto | Bronzo    | 65,49 m     |                                          |
| 2021 | Giochi olimpici     | Tokyo          | Lancio del giavellotto | 5ª        | 63,41 m     |                                          |
| 2022 | Mondiali            | Eugene         | Lancio del giavellotto | 16ª (q)   | 57,59 m     | Miglior prestazione personale stagionale |
| 2023 | Giochi asiatici     | Hangzhou       | Lancio del giavellotto | Bronzo    | 61,29 m     |                                          |
| 2024 | Giochi olimpici     | Parigi         | Lancio del giavellotto | 22ª (q)   | 59,37 m     |                                          |

## Altre competizioni internazionali
2018
- Oro in Coppa continentale ( Ostrava), lancio del giavellotto - 63,88 m

2019
- Vincitrice della Diamond League nella specialità del lancio del giavellotto